# Thoroughly Modern Millie
Thoroughly Modern Millie è un musical con musica di Jeanine Tesori, versi di Dick Scanlan  libretto di Dick Scanlan e Richard Morris; il musical è basato sul film Millie del 1967 diretto da George Roy Hill e interpretato da Julie Andrews e Carol Channing. Il musical ha debuttato al Marquis Theatre di Broadway nel marzo 2002 ed è rimasto in scena per più di novecento repliche, vincendo 6 Tony Awards, tra cui miglior musical. Facevano parte del cast originale Sutton Foster, Gavin Creel, Sheryl Lee Ralph e Harriet Sansom Harris.